# Sons of Temperance

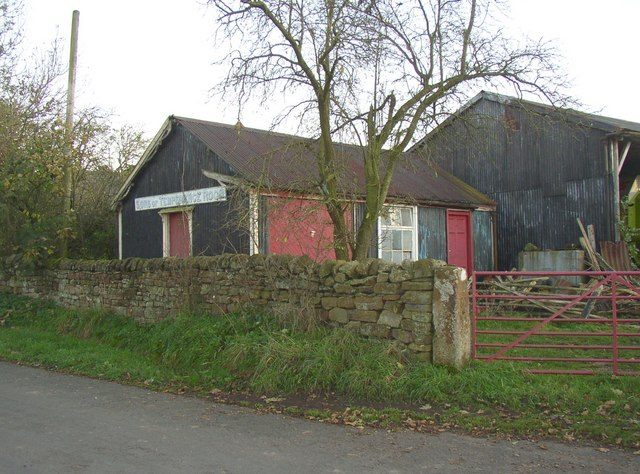
Tidigare logelokal för The Sons of Temperance i Hunsonby i Cumbria i nordvästra England.

The Sons of Temperance var en anglosaxisk nykterhetsorganisation, bildad år 1842 i New York i kölvattnet av den hastigt uppblossande Washingtonrörelsen. Rörelsen spred sig snabbt över USA och därifrån vidare till de Brittiska öarna och Australien där nationella divisioner bildades år 1855 respektive 1868.
The Sons of Temperance valde att arbeta som ett ordenssällskap efter exempel från medeltida munk- och riddarordnar. Verksamheten, vilken bedrevs med en hel del hemliga ritualer, togs efter av andra nykterhetsorganisationer, till exempel Jerikos riddare, OGT och IOGT. I likhet med de sistnämnda, var frågan om medlemskap för svarta initialt en stridsfråga inom The Sons of Temperance. Åren efter det amerikanska inbördeskriget organiserades afroamerikaner i egna loger.
En tid fanns också separata systerorganisationer för kvinnor (The Daughters of Temperance) och barn (The Cadets of Temperance).

### Webbkällor
- IOGT:s historia